# 卡尔·瓦西里耶维奇·涅谢尔罗迭

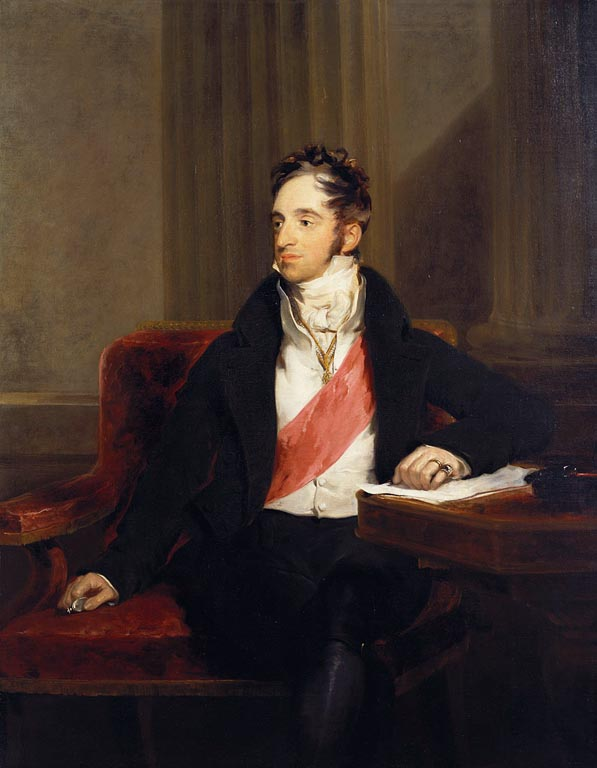
1818年涅谢尔罗迭伯爵（托马斯·劳伦斯作品）

卡尔·瓦西里耶维奇·涅谢尔罗迭（俄语：Карл Васильевич Нессельроде，1780年12月14日—1862年3月23日），是波罗的海德意志裔俄罗斯帝国外交官。涅谢尔罗迭于1816年至1856年40年间担任俄罗斯外交大臣，主导了俄罗斯外交，在神圣同盟中起到了关键作用。

## 生平
1780年，出生。
1801年，任职俄国驻普鲁士使馆、荷兰使馆。
1807年，任职俄国驻巴黎使馆。
1814年，任外交大臣。
1816年，任外交学院院长。
1822年，再次任外交大臣。
1833年，主导俄方签署《温卡尔-伊斯凯莱西条约》。
1841年，主导俄方签署《海峡公约》。
1856年，主导俄方签署《巴黎条约》。
1862年，去世。